# Verbascum kaiseri
Verbascum kaiseri är en flenörtsväxtart som beskrevs av Schweinf och Svante Samuel Murbeck. Verbascum kaiseri ingår i släktet kungsljus, och familjen flenörtsväxter. Inga underarter finns listade i Catalogue of Life.